# Kavyl Ivanův
Kavyl Ivanův (Stipa pennata, syn. Stipa joannis), též známý pod jménem kavyl pernatý, či lidově vousy svatého Ivana, je 30–70 cm vysoká rostlina z čeledi lipnicovitých.
Za plodu má až 35 cm dlouhé pernaté osiny. Je pojmenován po poustevníku svatém Ivanovi.

## Rozšíření
Kavyl Ivanův se vyskytuje na teplých místech Asie a Evropy. Preferuje suchá a skalnatá místa. V ČR je ohroženým druhem, chráněn zákonem.